# Нижні Тальци
Нижні Тальци (рос. Нижние Тальцы) — селище Заіграєвського району, Бурятії Росії. Входить до складу Сільського поселення Талецьке.
Населення — 2338 осіб (2015 рік).